# Höga majestät, vi alla
Höga majestät, vi alla är en lovpsalm från 1812 av Samuel Johan Hedborn som bearbetades 1835. Den avslutas med en variant av den aronitiska välsignelsen, "Oss välsigna och bevara". Texten bearbetades för Den svenska psalmboken 1986 av Britt G. Hallqvist 1983.
Musiken är av Philipp Nicolai ur Freuden Spiegel dess ewigen Lebens från 1599. Melodin kallas "koralernas konung" (till skillnad från "koralernas drottning").

## Publicerad i
- 1819 års psalmbok som nr 3 under rubriken "Sanningen och trösten av Guds varelse".
- Stockholms söndagsskolförenings sångbok 1882 som nr 81 under rubriken "Psalmer" med sjunde versen.
- Sionstoner 1889 som nr 434 med verserna 5-7, under rubriken "Psalmer"
- Hjärtesånger 1895 den 7:e versen, som nr 188 under rubriken "Vid bönestunder".
- Metodistkyrkans psalmbok 1896 som nr 56 under rubriken "Gud och hans egenskaper".
- Svensk söndagsskolsångbok 1908 som nr 1 under rubriken "I Guds härlighet".
- Svenska Missionsförbundets sångbok 1920 som nr 2 under rubriken "Guds härlighet".
- Svenska Frälsningsarméns sångbok 1922 som nr 19 under rubriken "Inledningssånger och psalmer ".
- Svensk söndagsskolsångbok 1929 som nr 16 under rubriken "Guds makt och härlighet".
- Segertoner 1930 som nr 377 under rubriken "Avslutningssånger".
- 1937 års psalmbok som nr 3 under rubriken "Guds lov".
- Sionstoner 1935 som nr 51 under rubriken "Guds lov".
- Förbundstoner 1957 som nr 8 under rubriken "Guds härlighet och trofasthet: Tillbedjan och lov".
- Sionstoner 1972 som nr 3.
- Den svenska psalmboken 1986 som nr 329 under rubriken "Lovsång och tillbedjan".
- Svensk psalmbok för den evangelisk-lutherska kyrkan i Finland (1986) som nr 297 under rubriken "Glädje och tacksamhet" med titelraden "Gud, allsmäktige, må alla".
- Psalmer och Sånger 1987 som nr 335 under rubriken "Lovsång och tillbedjan".[1]
- Lova Herren 1988 som nr 4 under rubriken "Guds majestät och härlighet".